# 劉勰與《文心雕龍》考論
《劉勰與〈文心雕龍〉考論》是由南京大學文學院教授孫蓉蓉所寫的書籍，於2008年由中華書局首版。

## 內容
分為上下兩編。上編先以《梁書·劉勰傳》作為依據，探討了劉勰的生平、經歷、生平，和僧祐、沈約、蕭統的關係。下编討論《文心雕龙》中的“宗经”、“正纬”、“辨骚”、“通变”、“总术”、“程器”以及《文心雕龙》“四始”说等文学批评理论问题。

## 評價
江苏大学人文社会科学学院教授李金坤認為，此書「考论兼擅，情理并美」、「采铜自铸，拓宽新域」、「钻研弥深，比较辨析」，指她重視其他人不為重視的研究。陳允鋒認為，此書可以中在繁富、眾說紛紜的研究成果，以翔實材料作基礎，追求正理，而且拓展了視野，提出了新的問題。